# Karsdorfer Störung
Die Karsdorfer Störung (auch Karsdorfer Verwerfung) ist eine Nordwest-Südost-streichende, steil nach Nordost einfallende tektonische Verwerfung am Ostrand des Erzgebirges. Sie ist nach dem Ort Karsdorf bei Rabenau (Sachsen) am südöstlichen Rand des Döhlener Beckens benannt, der früher auch Wendischcarsdorf hieß, und wird daher in der historischen Literatur auch als Wendischcarsdorfer Störung oder Wendischcarsdorfer Verwerfung bezeichnet.
Die Karsdorfer Störung hat den Charakter einer Aufschiebung, wobei der nordöstliche Flügel angehoben wurde. Dieser Versatz, dessen Sprunghöhe in der geologischen Literatur nur vage mit „über 100 m“ bis „mindestens 300 m“ beziffert wird, äußert sich in der Landschaft u. a. in Gestalt eines markanten Höhenzuges, der zwischen den Tälern der Roten Weißeritz und des Lockwitzbaches die Nordostabdachung des Osterzgebirges quert und um etwa 80 bis 120 m überragt. Dagegen ist der Verlauf der eigentlichen Störungslinie, wenige 100 m südwestlich des Höhenrückens, im Gelände kaum wahrnehmbar.

## Tektogenese und Abgrenzung
Die Karsdorfer Störung wird in der Literatur mitunter als Abschnitt der sogenannten Mittelsächsischen Störung dargestellt, an welcher der südöstliche Teil der Elbezone nach Südwesten gegen das Osterzgebirge aufge- bzw. überschoben ist. Gewöhnlich werden unter dem Begriff „Mittelsächsische Störung“ jedoch diejenigen Störungen zusammengefasst, die u. a. das Osterzgebirgskristallin von den Einheiten des Elbtalschiefergebirges trennen und bereits in der späten Hochphase der Variszischen Orogenese aktiv waren, mutmaßlich im Zuge ausgedehnter rechtssinniger Scherbewegungen. Hingegen verläuft die Karsdorfer Störung etwa zwei Kilometer südwestlich dieser Linie noch innerhalb des Osterzgebirgskristallins und ihre Entstehung wird frühestens in die Oberkreide datiert. Die Karsdorfer Störung gilt als Resultat einer Nordost-gerichteten Kompression der sächsisch-böhmischen Kruste infolge der Fernwirkung der Alpen-Entstehung.

## Oberflächengeologie und Geomorphologie im Umfeld der Störung

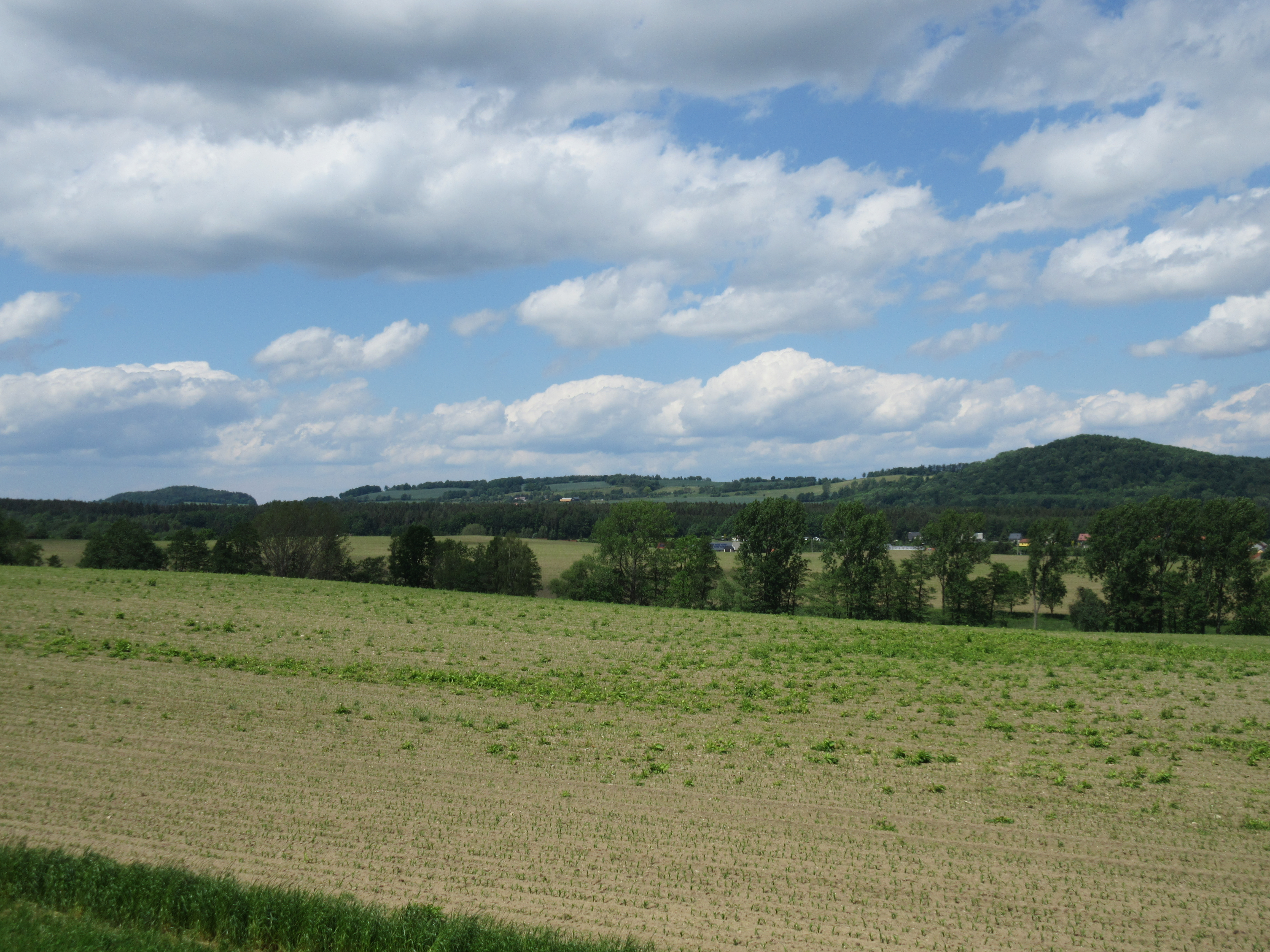
Blick von Südosten über den Hirschbachgrund und die Hirschbachheide auf den herausgehobenen nordöstlichen Flügel der Karsdorfer Störung (v. l. n. r.: Quohrener Kipse, Hermsdorfer Berg, Wilisch).

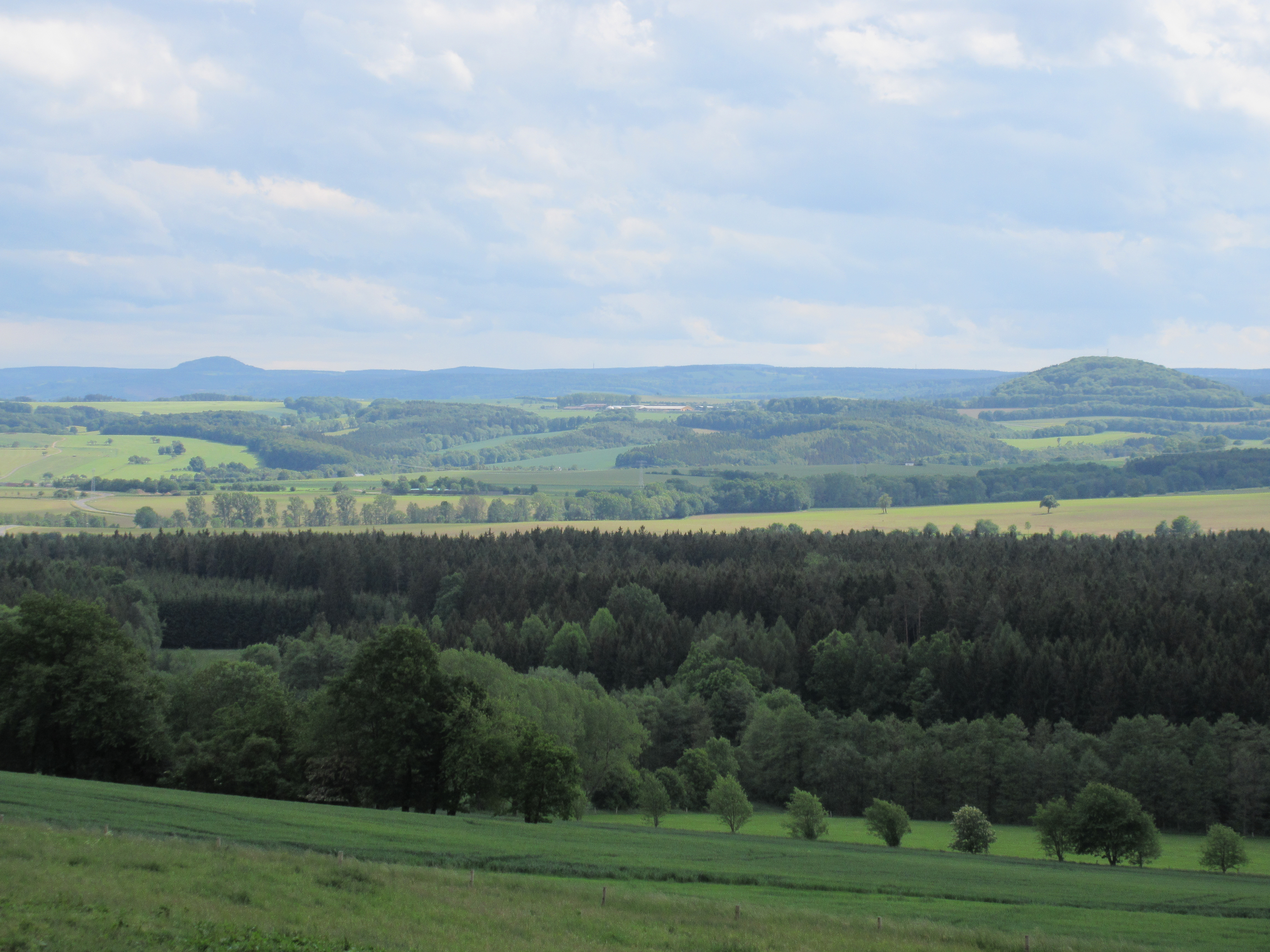
Blick vom nordöstlichen Flügel nach Süden über die Hirschbachheide auf die Pultscholle des Erzgebirges. Das dunkle Nadelgehölz markiert die Ausdehnung der Sandsteintafel, ungefähr entlang seines vorderen Randes verläuft die Karsdorfer Störung.

Der südwestliche Randbereich des aufgeschobenen nordöstlichen Flügels der Karsdorfer Störung zeichnet sich in der Landschaft durch einen weithin sichtbaren Nordwest-Südost-streichenden Höhenzug ab, der aus folgenden Bergen besteht:
- Lerchenberg, südwestlich von Börnchen, 425 m
- Schanze, nördlich von Karsdorf, 420 m
- Quohrener Kipse, 452 m
- Hermsdorfer Berg, 452 m
- Wilisch, 476 m

Der nordwestliche Teil dieses Höhenzuges befindet sich im Döhlener Becken, einer geologischen Struktur, deren Südwestrand etwa 250 bis weniger als 100 Meter nordöstlich der Karsdorfer Störung verläuft. Die Gesteine des Döhlener Beckens entstammen der Aufarbeitung des „Ur-Erzgebirges“ im frühen Perm und werden der Rotliegend-Serie zugeordnet. Sie sind infolge der Aufschiebung des südöstlichen Abschnittes der Elbe-Zone gegen das Osterzgebirge aus dem Untergrund herausgehoben worden. Die am Südwestrand des Döhlener Beckens auftretenden Konglomerate sind erosionsresistenter als die weiter im Beckeninneren anstehenden feinkörnigeren Rotliegend-Gesteine. Der Gipfel der Quohrener Kipse besteht vollständig aus solchen Konglomeraten. Nach Südosten hin verlässt der Höhenzug das Döhlener Becken und tritt in einen Orthogneis („Rotgneis“) über, der ebenfalls relativ erosionsbeständig ist. Dass der Wilisch mit 476 m der höchste Berg des Rückens ist, dürfte damit zusammenhängen, dass in seiner Gipfelregion ein fossiler Vulkanschlot aus besonders widerständigem basaltoidem Gestein ausbeißt. Er geht auf eine vulkanische Episode im Tertiär zurück und ist damit bedeutend jünger als die Gneise und Rotliegend-Gesteine. Zwischen der Karsdorfer Störung und dem Höhenrücken erstreckt sich ein schmaler Streifen, dessen Untergrund aus einem Zweiglimmer-Paragneis („Graugneis“) besteht. Dieser Paragneis ist offenbar deutlich erosionsanfälliger als die Rotliegend-Konglomerate und der Rotgneis, denn der unmittelbar nordöstlich an die Karsdorfer Störung angrenzende Bereich ist morphologisch eher unauffällig.
Auf dem südwestlichen Flügel der Karsdorfer Störung befinden sich mehrere inselartige, von Erzgebirgs-Kristallin umgebene und unterlagerte Reliktvorkommen kreidezeitlicher Sandsteine, die mehrere dutzend Meter mächtig sein können. Es handelt sich dabei um Äquivalente des Elbsandsteins. Die ältesten Schichten dieser Vorkommen gehören zu den ältesten Ablagerungen der Oberkreide im Raum Dresden (Niederschöna-Formation, Mittel- bis Obercenoman). Durch die Karsdorfer Störung bzw. das Döhlener Becken sind sie von der eigentlichen Elbtalkreide abgetrennt. Die einst auch auf dem Nordwestflügel der Karsdorfer Störung vorhandenen Elbsandsteine sind vollständig abgetragen worden.
Die bewaldeten „Sandsteininseln“ werden Dippoldiswalder Heide, Hirschbacher Heide und Reinhardtsgrimmaer Heide genannt und haben für den natürlichen Wasserhaushalt regionale Bedeutung. Das fast ebene Gebiet wird vom Oelsabach und vom Hirschbach bzw. dem Lockwitzbach entwässert.
Pleistozäner Lößlehm tritt fleckenhaft auf und ermöglicht zwischen Hermsdorf und Reinberg eine landwirtschaftliche Nutzung der Böden, die südlich der Karsdorfer Verwerfung ansonsten staunass und nährstoffarm sind.